# Landskapsingenjör
 Landskapsingenjör är en yrkesbeteckning på den som arbetar med att bygga och förvalta gröna miljöer (parker och liknande).
Landskapsingenjörer utbildas inom Sveriges lantbruksuniversitet (SLU), Alnarp eller Ultuna. Det är en yrkesutbildning, 180p, inom markbyggnad, trädgård- och parkskötsel, anläggning och projektering. Yrket finns inom såväl kommuners parkförvalningar, kyrkogårdsförvaltningar eller motsvarande, samt inom den privata sektorns entreprenad- och konsultföretag.